# Хімічна зброя СРСР
Радянський Союз успадкував арсенали хімічних озброєнь та заводи з їхнього виробництва від Російської Імперії. Дослідження, розробки, виробництво хімічної зброї тривали в суворій таємниці відтоді й до 1987 року, коли Михайло Горбачов оголосив про відмову СРСР від виробництва цього виду озброєнь.

## Історія
Колишній Радянський Союз став першою державою, яка застосувала хімічну зброю проти власних громадян. Під час придушення Тамбовського повстання влітку 1921 року Михайло Тухачевський видав наказ № 0116 від 12 червня 1921 року на застосування хімічної зброї — балонів та артснарядів з хлором проти селян. Місцева комуністична преса схвально висвітлювала це рішення та закликала «душити партизан газом».
22 серпня 1925 року для об'єднання науково-дослідної роботи в галузі військово-хімічної оборони, наукового та технічного контролю за виробництвом предметів військово-хімічного постачання, забезпечення військ усіма видами військово-хімічного забезпечення було створено Військово-хімічне управління Червоної армії. Головним інститутом хімічної промисловості у розробці хімічної зброї був Московський Державний Союзний НДІ органічної хімії та технології. Розробкою та випробуванням хімічної зброї займалися у Московському Науково-випробувальному хімічному інституті РСЧА.